# 李俊 (成化進士)
李俊（1431年—？），字子英，陝西鳳翔府岐山縣人，民籍。明朝政治人物。進士出身。

## 生平
成化五年（1469年），登進士，授吏科給事中，屢遷都給事中。成化十五年，憲宗以李孜省為太常寺丞，遭到李俊反對，於是改他職。當時汪直亂政，陷害馬文升等人戍邊，李俊及同官二十七人連同御史王濬等其他人也被憲宗責怪，被杖刑。成化二十一年，有天文異象，憲宗下詔求直言，李俊率六科諸臣上言進諫。之後出任湖廣布政司參議。弘治中，屢官山西參政。

## 家族
曾祖李克用。祖父李智。父亲李賜。

## 延伸阅读
[在维基数据编辑]
 《明史卷一百八十》，出自《明史》